# ポンプアクション

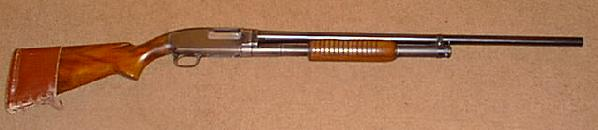
ウィンチェスターM1912 12ゲージ ポンプアクション ショットガン

ポンプアクションは、銃の作動方式の一つである。
主にショットガンの持ち手部分を後ろにスライドし、空の弾を排莢する。

## 概要
ポンプアクションライフルやショットガンは、ハンドグリップを前後に往復させることによって使用済みの弾薬を排出し、新しい弾薬を薬室に装填するしくみの銃である。
ポンプアクションは、ボルトアクションよりもかなり素早く、またレバーアクションよりもいくらか素早く操作できる。再装填するとき、トリガーから手をはなす必要がないからである。
ライフルで用いられる場合、「スライドアクション」と呼ばれることもある。
やはり太短い弾薬を使用するグレネードランチャーでもチャイナレイクやGM-94など少数の採用例がある。
「ポンプアクション」という用語は、多くのエアソフトガンや空気銃にも用いられる。ペレットを装填して、スプリングや空気を圧縮するときに似たようなメカニズムが使われるからである。

## 長所
ポンプアクションの回転時間（cycling time）は短く、時にはセミオートを上回る。
ポンプアクションの手動操作は、幅広い威力の弾薬に対応する。ガスオペレーションやリコイルオペレーションの火器ではうまく動作しない弾薬（特にレス・リーサル（低致死性）弾薬）でも動作させることができる。
ポンプアクションは、セミオートよりも単純な設計なので、より頑丈で、安価である。 アクションを動作させるのに必要な時間は、使用者が新しい目標を確認して狙う余裕を与え、「ばらまいて祈る（spray and pray）」使い方を避けるようする効果もある。
ボルトアクションに対するポンプアクションの利点は、右利きでも左利きでも同じように容易に扱えることである。 スポーツのガイドブックでは、レバーアクションやポンプアクションが、アンビデクストラウス（左右どちらの手でも扱える）であるとして推奨されている。

## 短所
ほとんどのレバーアクション・ライフルと同じく、ほとんどのポンプアクションのショットガンやライフルの弾倉は交換式ではない。
弾薬を一つずつ火器に装弾しなければならないので、再装弾に時間がかかる。
ポンプアクションのショットガンの中には、Zlatoust RB-12 イタリア製のValtro PM5,フランキ・スパス15、アメリカ製のレミントン7600シリーズのように、交換式の箱型弾倉を使うものもある。
散弾銃やライフルのような長い銃は肩付け、利き手のグリップ、フォアエンド（前床）の添え手の3点支持となるが、再装填動作を中央付近で行うボルトアクションあるいはレバーアクションに比べ、添え手を動かすポンプアクションは銃先のブレが大きく精密射撃には向かない。

## レイアウト
典型的なポンプアクションの火器は、銃身の下にチューブ型の弾倉をもち、これは可動式のフォアエンドのガイドの役割もする。
フォアエンドを前に動かすと、弾が一発ずつ機関部の穴を通って（薬室に）装填される。
弾倉の後ろにはラッチがあり、弾が必要になるまで、出てこないように保持する。
銃にいっぱいまで装弾するには、弾を排莢口に直接入れて薬室に装填するか、弾倉から装填した後、弾をもう一発、弾倉に装弾する。
交換式の弾倉やドラム式の弾倉のポンプアクションショットガンも存在するが、弾倉の一番上の弾を抜かないと装着できないものもある。

## オペレーティング・サイクル
ほとんどすべてのポンプアクションは、フォアエンドを前後させることによって作動する。
フォアエンドは、ボルトに一本または二本の棒でつながれている。二本の棒を使ったほうが信頼性が高い。ボルトとポンプに対称な力がかかるので、食いつきが起きる可能性が低くなるからである。
チューブ式弾倉をもつモデルでは、ボルトを前後させると、「エレベーター」という部品が動作し、弾倉の高さにある弾を、銃身の高さまで持ち上げる。
弾を発射した後は、ボルトが解放され、フォアエンドが自由に動くようになる。
射手は、フォアエンドを後ろに引き、オペレーティングサイクルを開始する。
ボルトは解放されて後方に移動する。この過程で、薬室から空薬莢を引き出して排出し、撃鉄を起こし、新しい弾を装填する準備をする。
チューブ式弾倉の場合、ボルトが後退すると、弾倉から一発だけ弾がリリースされ、後方に押し出されて、エレベーターに載せられる。
フォアエンドが後端に達した後、前進を始めると、エレベーターは弾を上に持ち上げ、銃身の後ろに置く。
ボルトが前進するので、弾は薬室に押し込まれ、フォアエンドが最後まで前進すると、ボルトが前進位置でロックされる。
トリガーを引くと、弾が発射され、次のサイクルが始まる。
ほとんどのポンプアクション火器は、弾薬が装填されているか否か表示する装置を持たないので、サイクルを完了させても薬室が空になってしまうことがある。
チューブ式弾倉の火器の場合、予期していないときに弾切れを起こす危険を減らすには、発射した弾の代わりに、新しい弾を弾倉に装弾するとよい。
これは、狩猟の際には特に重要である。なぜなら、多くの地域では、弾倉の容量は法で制約されているからである。例えば（米国において）散弾銃なら3発、ライフルなら5発などである。
BSA マシンカービンは、ハンドガードをひねる独特なポンプアクションを採用していた。

## トリガー・ディスコネクター
現代のポンプアクション・ショットガン、例えばレミントン870やモスバーグM500などは、トリガー・ディスコネクターと呼ばれる安全機構を備えている。
これは、ボルトが後退したときにトリガーとシアの関係を断つもので、ボルトを閉じた後、トリガーを一度はなしてから引かないと、発射することができない。
ウィンチェスターM1897のような昔のショットガンは、トリガー・ディスコネクターを装備しておらず、トリガーを引いたままだと、ボルトを閉じると同時に発射できた（スラムファイアと呼ばれる技法）。
射手によっては、トリガー・ディスコネクターがない方がより高速に連射できるので、トリガー・ディスコネクターのないイサカM37やウィンチェスターM1912のようなモデルを好む者もあった。